# De Marne
De Marne este o comună în provincia Groningen, Țările de Jos. 

## Localități componente
Broek, Eenrum, Hornhuizen, Houwerzijl, Kleine Huisjes, Kloosterburen, Kruisweg, Lauwersoog, Leens, Mensingeweer, Molenrij, Niekerk, Pieterburen, Schouwerzijl, Ulrum, Vierhuizen, Warfhuizen, Wehe-den Hoorn, Westernieland, Zoutkamp, Zuurdijk.